# Claude Chevalley
Claude Chevalley   (Johannesburg, 11 de febrer de 1909 - 18è districte de París, 28 de juny de 1984) va ser un matemàtic francès que va fer importants contribucions en Teoria de nombres, Geometria algebraica i Teoria de grups finits. Va ser un dels membres fundadors de N. Bourbaki

## Vida
Els pares de Claude Chevalley procedien de famílies protestants: la mare era filla d'un pastor calvinista que va tenir llocs rellevants en la jerarquia eclesiàstica, el pare era fill d'un rellotger suís que s'havia assentat a l'oest de França. El pare va ser professor de secundària fins que va ingressar al servei diplomàtic de la República Francesa. Claude Chevalley va néixer a Johannesburg quan el seu pare era el cònsol francès en aquesta localitat.
De ben jove ja va mostrar el seu talent, ingressant a l'ENS l'any 1926 amb només disset anys. Aquí va estudiar amb Charles Émile Picard, obtenint la seva graduació el 1929 als vint anys. També va establir una forta amistat amb Jacques Herbrand, que es va interrompre abruptament quan aquest va morir el 1931 en un accident de muntanya. Amb Herbrand van estar a Alemanya on van estudiar a Hamburg amb Emil Artin, a Marburg amb Helmut Hasse i a Göttingen amb Emmy Noether.
El 1933, retornat a França, va obtenir el seu doctorat a la Universitat de París amb una tesi Sur la theorie du corps de classes dans les corps finis et les corps locaux dirigida per Gaston Julia. Amb això va introduir a França un camp de la matemàtica que havia estat poc estudiat pels matemàtics francesos: la Teoria de nombres. Durant els anys següents treballarà intensament en les extensions abelianes dels camps numèrics.
L'any 1939, Chevalley va ser invitat per un semestre a l'Institut d'Estudis Avançats de Princeton on el va trobar l'esclat de la Segona Guerra Mundial. Aconsellat per l'ambaixador francès, va restar a Princeton com a professor de la seva Universitat on hi va donar classes fins al 1948. En aquesta època el seu interès es va decantar pels grups de Lie i la geometria algebraica sobre un camp arbitrari.
A partir de juliol de 1949 va ser professor a la Universitat de Colúmbia, prenent en aquest temps la nacionalitat nord-americana. Alguns intents de retornar a la universitat francesa van ser infructuosos per les traves burocràtiques, el que va encendre la reacció del seu col·lega André Weil, company de N. Bourbaki.
Finalment, el 1955 va obtenir un lloc de professor a la Universitat de París, on va romandre fins a la seva jubilació el 1978, dedicat fonamentalment a l'estudi de la teoria de grups i la geometria algebraica.
Les notes fotocopiades i mai publicades dels seus seminaris dels anys 1956-1958 sobre la determinació de tots els grups semisimples d'un camp arbitrari algebraicament tancat, són conegudes com La Bíblia pels especialistes.

## Obres
La seva contribució més important a les matemàtiques van ser els seus treballs en Teoria de grups. Els seus tres llibres: Theory of Lie groups I (1946), Théorie des groupes de Lie, II (1951) i Théorie des groupes de Lie, III (1955), malgrat suggerir tres parts successives de la mateixa obra, són en realitat tres obres molt diferents en la seva concepció i el seu àmbit d'estudi.
Altres obres importants seves es relacionen a continuació:
- 1936. L'Arithmetique dans les Algèbres de MatricesV. Hermann, Paris.
- 1940. La théorie du corps de classes. Annals of Mathematics 41: 394–418.
- 1951. Introduction to the theory of algebraic functions of one variable. A.M.S. Math. Surveys VI.
- 1954. The algebraic theory of spinors. Columbia Univ. Press; new edition, Springer-Verlag, 1997.
- 1955. Sur certains groupes simples. Tôhoku Mathematical Journal 7: 14–66.
- 1955. The construction and study of certain important algebras. Publ. Math. Soc. Japan.
- 1956. Fundamental concepts of algebra. Acad. Press.
- 1956-1958. Classification des groupes de Lie algébriques. Séminaire Chevalley, Secrétariat Math., 11 rue P. Curie, Paris; edició revisada per P.Cartier, Springer-Verlag, 2005.
- 1958. Fondements de la géométrie algébrique. Secrétariat Math., 11 rue P. Curie, Paris.